# Sri-lankische Cricket-Nationalmannschaft in Australien in der Saison 2019/20
Die Tour der sri-lankischen Cricket-Nationalmannschaft nach Australien in der Saison 2019/20 fand vom 27. Oktober bis zum 1. November 2019 statt. Die internationale Cricket-Tour war Bestandteil der Internationalen Cricket-Saison 2019/20 und umfasste drei Twenty20s. Australien gewann die Serie 3–0.

## Vorgeschichte
Sri Lanka spielte zuvor eine Tour in Pakistan, für Australien ist es die erste Tour der Saison. Das letzte Aufeinandertreffen der beiden Mannschaften bei einer Tour fand in der Saison 2018/19 in Australien statt.

## Stadien
Die folgenden Stadien wurden für die Tour als Austragungsort vorgesehen.
| Stadion                  | Stadt     | Kapazität | Spiele |
| ------------------------ | --------- | --------- | ------ |
| Adelaide Oval            | Adelaide  | 53.583    | 1. T20 |
| The Gabba                | Brisbane  | 42.000    | 2. T20 |
| Melbourne Cricket Ground | Melbourne | 100.024   | 3. T20 |

## Kaderlisten
Australien benannte seinen Kader am 8. Oktober 2019.
Sri Lanka benannte seinen Kader am 17. Oktober 2019.
| Twenty20 | Twenty20 |
| Australien | Sri Lanka |
| --- | --- |
| - Aaron Finch (K) - Alex Carey (VK, wk) - Pat Cummins (VK) - Sean Abbott - Ashton Agar - Glenn Maxwell - Ben McDermott - Kane Richardson - D’Arcy Short - Steve Smith - Billy Stanlake - Mitchell Starc - Ashton Turner - Andrew Tye - David Warner - Adam Zampa | - Lasith Malinga (K) - Niroshan Dickwella (wk) - Avishka Fernando - Oshada Fernando - Danushka Gunathilaka - Wanindu Hasaranga - Shehan Jayasuriya - Lahiru Kumara - Kusal Mendis - Kusal Perera - Nuwan Pradeep - Bhanuka Rajapaksa - Kasun Rajitha - Dasun Shanaka - Lakshan Sandakan - Isuru Udana |

## Tour Match
| 24. Oktober Scorecard | Canberra | Sri Lankans 131-8 (20)                   | – | Prime Minister’s XI 132-9 (19.5) |
|                       |          | Prime Minister’s XI gewinnt mit 1 Wicket |   |                                  |

## Twenty20 Internationals

### Erstes Twenty20 in Adelaide
| 27. Oktober Scorecard | Adelaide | Australien 233-2 (20)           | – | Sri Lanka 99-9 (20) |
|                       |          | Australien gewinnt mit 134 Runs |   |                     |

### Zweites Twenty20 in Brisbane
| 30. Oktober Scorecard | Brisbane | Sri Lanka 117 (19)               | – | Australien 118-1 (13) |
|                       |          | Australien gewinnt mit 9 Wickets |   |                       |

### Drittes Twenty20 in Melbourne
| 1. November Scorecard | Melbourne | Sri Lanka 142-6 (20)             | – | Australien 145-3 (17.4) |
|                       |           | Australien gewinnt mit 7 Wickets |   |                         |